# Rumiejki (województwo wielkopolskie)
Rumiejki – wieś w Polsce położona w województwie wielkopolskim, w powiecie średzkim, w gminie Środa Wielkopolska. 
Wieś królewska położona była w 1772 roku w powiecie pyzdrskim województwa kaliskiego. Miejscowość wchodziła w skład sołectwa Połażejewo.  W 2012 roku na wniosek mieszkańców i decyzją Rady Miejskiej w Środzie Wielkopolskiej na jej terenie utworzono odrębne sołectwo Rumiejki.
W latach 1975–1998 miejscowość administracyjnie należała do województwa poznańskiego.
Zobacz też: Rumiejki